# Penrice Castle
Penrice Castle ist eine Burgruine auf der Gower-Halbinsel in Wales. Die als Kulturdenkmal der Kategorie Grade II* klassifizierte Ruine sowie ein als Kulturdenkmal der Kategorie Grade I klassifiziertes Herrenhaus aus dem 18. Jahrhundert befinden sich etwa 800 m nordöstlich des Dorfes Penrice und 1,5 km nördlich des Dorfes Oxwich.

## Geschichte

### Normannische Burg vom 12. bis zum 14. Jahrhundert

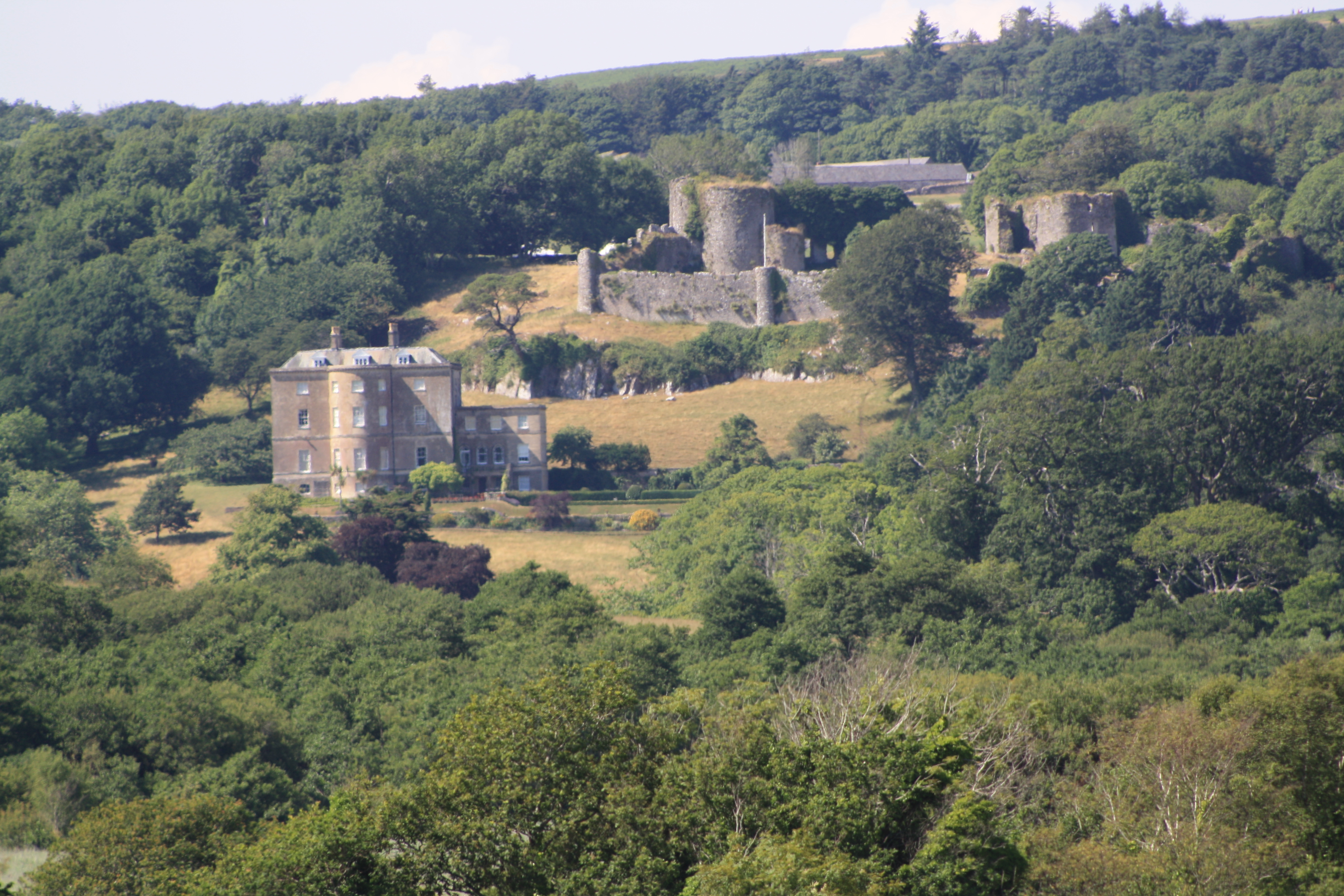
Burgruine und Herrenhaus von der Oxwich Bay aus

Zur Sicherung der anglonormannischen Herrschaft auf der Halbinsel Gower errichtete Henry de Beaumont zu Beginn des 12. Jahrhunderts eine erste Burg nahe der Kirche des Weilers Penrice und übergab sie einem seiner Gefolgsleute, der den Namen de Penrice annahm. Wie Oystermouth und Swansea Castle wurde diese Burg 1215 von dem walisischen Fürsten Llywelyn ab Iorwerth erobert und 1217 von Rhys Gryg niedergebrannt. Robert de Penres errichtete an Stelle der alten Burg um 1237 eine neue Burg auf der nördlichen Talseite, etwa 800 m nordöstlich des alten Burgstalls. Aufstände der Waliser in den 1250er und 1260er Jahren führten zum weiteren Ausbau der Burg. Ein weiterer Robert de Penres konnte durch Heirat 1338 Llansteffan Castle erwerben, doch zog er sich 1362 den Zorn Eduards III. zu, weil seine Burgen in Wales als verfallen galten. Er wurde wegen eines 1370 begangenen Mordes an einer Frau im Dorf Llanstephan angeklagt, so dass ihm 1377 seine Besitzungen aberkannt wurden. Sein Sohn John konnte die Besitzungen 1391 zurückerwerben, doch die Familie starb 1410 ohne männliche Erben aus.

### Die Burg unter den Mansels vom 15. bis zum 18. Jahrhundert
Die Erbin Isabel de Penrice hatte Hugh Mansel geheiratet, so dass die Burg jetzt in den Besitz dieser Familie anglonormannischen Ursprungs kam. Die Mansels bewohnten die Burg bis ins 16. Jahrhundert. Rhys Mansel erbaute Oxwich Castle als neuen Familiensitz und verpachtete Penrice Castle 1534 an William Benet, dessen Familie die Ländereien bis 1669 landwirtschaftlich bewirtschaftete.
Die Befestigungen der Burg, die keine militärische Bedeutung mehr hatten, wurden gegen Ende des englischen Bürgerkriegs geschleift. Nach 1669 vergaben die Mansels, die um 1630 ihren Sitz von Oxwich nach Margam Abbey bei Aberavon verlegt hatten, die Ländereien an weitere Pächter, die südwestlich der Burg ein Bauernhaus errichteten. Ein Kupferstich von Samuel und Nathaniel Buck von 1741 zeigt die Burg bereits als völlig verfallen. Nach dem Tod von Bussy Mansel, 4. Baron Mansel erbte schließlich dessen Schwester Mary Mansel, die mit dem von Lacock Abbey stammenden John Ivory Talbot verheiratet war, Penrice und Margam, die so in den Besitz der Familie Talbot kamen.

### Herrenhaus der Talbots
1768 erbte Thomas Mansel Talbot, ein Enkel von Mary und John Talbot, der gerade von seiner Grand Tour zurückgekehrt war, Margam und Penrice. Die wildromantische Landschaft auf Gower erinnerte ihn an seine Reise nach Italien, so dass er 1773 bis 1777 unterhalb der Burgruine nach Entwürfen von Anthony Keck eine klassizistische Villa errichten ließ. Nach Fertigstellung des Hauses legte Talbot nach Plänen von William Emes, einem Schüler Capability Browns, einen Landschaftspark mit Fischteichen, Küchengarten und einer langen Zufahrt an. An der oberhalb des Hauses gelegenen Burgruine wurden Teile der Südmauer instand gesetzt, da sie als malerische Kulisse diente. Von 1812 bis 1817 wurde das Haus erweitert und nach dem Tod von Thomas Mansel Talbot 1813 bis 1855 von seiner Witwe bewohnt. Ihr Sohn Christopher Rice Mansel Talbot hingegen verlegte seinen Hauptwohnsitz wieder nach Margam Abbey, wo er Margam Castle als neues Herrenhaus errichten ließ. Penrice Castle nutzte er nur für gelegentliche Besuche und Jagdausflüge. Seine Tochter und Erbin Emily Talbot ließ nach dem Tod ihres Vaters 1890 das Haus von 1893 bis 1896 erneut erweitern und den Terrassengarten anlegen. Nach ihrem Tod fiel Penrice an die Familie ihrer Nichte. Ein Großteil des Grundbesitzes musste nach dem Zweiten Weltkrieg zur Begleichung von Erbschaftssteuern verkauft werden. 1967 wurden die stark renovierungsbedürftigen Anbauten aus dem 19. Jahrhundert abgerissen.
Das Haus dient heute noch als Wohnsitz der Familie Methuen-Cambell und kann nicht besichtigt werden. Von der Burg sind noch die Ruinen des Keeps, des Torhauses und ein Großteil der Ringmauer erhalten, die aber völlig verfallen, efeuüberwuchert und nicht zugänglich sind. Die Ruine kann jedoch von der nahe gelegenen Straße und von einem Fußweg aus eingesehen werden.

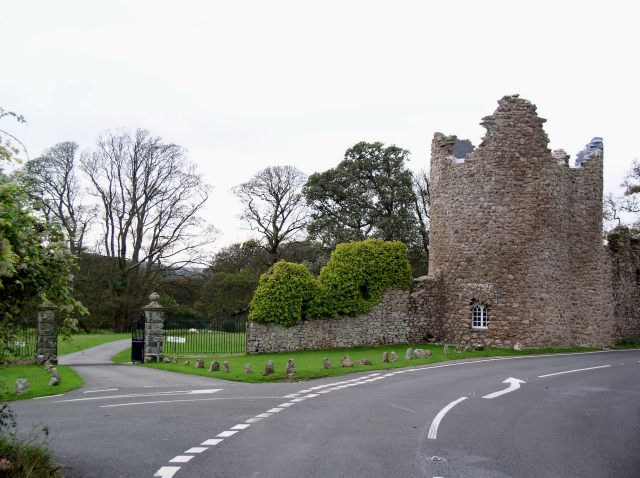
Die Zufahrt zum Herrenhaus mit einer als Folly erbauten Ruine

## Anlage
Die ursprüngliche Burg lag westlich der Kirche St Andrew’s von Penrice. Der Mounty Borough genannte, etwa 40 mal 28 m große Ringwall ist heute stark überwachsen, bei Ausgrabungen wurden 1927 noch Reste von hölzernen Palisaden gefunden.
Die eigentliche Burgruine liegt als Spornburg an einem Hang, nach Süden und Osten fällt das Gelände steil ab, nach Nordwesten war die Burg mit einem heute fast verfüllten Graben gesichert. Die heute noch erhaltenen Mauern und Gebäude wurden fast alle im 13. Jahrhundert aus Kalkstein errichtet, in den späteren Jahrhunderten erfolgten nur kleine Umbauten oder Ergänzungen.
Kern der Burg ist der im Nordosten der Anlage gelegene Keep mit einer angrenzenden Wehrmauer, die den Burghof gegen Bergrücken abriegelt. Der runde Keep hat einen Durchmesser von 9,7 m mit 2,1 m dicken Mauern. Über dem fensterlosen Erdgeschoss liegt ein einzelner Raum mit drei Fenstern und einer Latrine, allerdings ohne Kamin. Der Turm wurde später erhöht, ohne dass zusätzlicher Wohnraum geschaffen wurde, zum Hof wurde ein eingeschossiger Anbau mit zinnengekrönten Flachdach angebaut. Östlich des Keeps schließt sich ein ehemals zweigeschossiger Saalbau an, von dem nur die innere Mauer erhalten ist. Das im Norden der Anlage gelegene rechteckige Torhaus ist mit zwei rechteckigen Flankierungstürmen stark befestigt. Die den ungewöhnlich großen, trapezförmigen Burghof umschließende Ringmauer besitzt unterschiedliche Mauerdicken und ist mit schmalen Rundtürmen versehen. Im Nordosten befindet sich eine langgestreckte, an die Ringmauer angebaunte Scheune. An der Außenmauer der Ostseite wurde im Spätmittelalter ein spätmittelalterliches Taubenhaus angebaut.
Südlich der Ruine befindet sich das in den 1770er Jahren aus Bath Stone erbaute Herrenhaus im georgianischen Stil. Die nördliche Eingangsfront des am Hang errichteten Hauses hat drei, die südliche Gartenseite vier Stockwerke. Im Osten und Süden ist das Haus von einem Terrassengarten umgeben. Ein kleiner Anbau im Osten ist das einzige Überbleibsel der umfangreichen Erweiterungsbauten aus dem 19. Jahrhundert.
Haus und Garten sind von einem Landschaftspark umgeben. Nördlich des Hauses liegt die Burgruine, nördlich und westlich von dieser geht der Park in landwirtschaftlich genutzte Flächen über. Im Süden und Südwesten des Hauses liegt eine von Baumgruppen eingefasste Wiese, die an einer Reihe von Fischteichen im Talgrund endet. Die Teiche erstrecken sich über 400 m südöstlich Richtung Oxwich Bay und liegen im unteren Tal in einem Penrice Wood genannten Waldstück. Südlich der Fischteiche befindet sich eine von Baumgruppen durchsetzte und durch Wald und Hecken abgrenzte Wiese, hinter diesen geht der Park in die umgebende Landschaft über. Die Zufahrt zum Herrenhaus liegt im Osten, zu Beginn des etwa 400 m langen gewundenen Weges befindet sich The Towers, eine um 1790 als Turmruine erbaute Folly.
Etwa 500 m südöstlich des Herrenhauses befindet sich der ummauerte Küchengarten, etwa 100 m nordöstlich des Herrenhauses befinden sich die um 1774 erbaute Orangerie und die 1776 bis 1778 erbauten, von drei Seiten einen Hof umschließenden ehemaligen Stallungen.